# Rua Haddock Lobo (Rio de Janeiro)

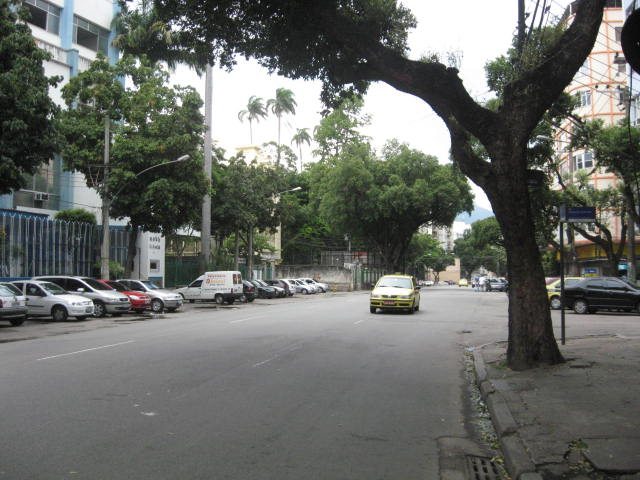
Rua Haddock Lobo altura da Associação Atlética Banco do Brasil (AABB), em 2009

Rua Haddock Lobo é um logradouro público do Rio de Janeiro. É uma das ruas mais extensas e conhecidas da Grande Tijuca.

## História e características
Localiza-se no bairro da Tijuca, na Zona Norte do Rio de Janeiro. Começa a partir do Largo do Estácio e termina no Largo da Segunda-Feira, sendo a Rua Conde de Bonfim sua respectiva continuação, estendendo-se até o final do bairro da Usina.

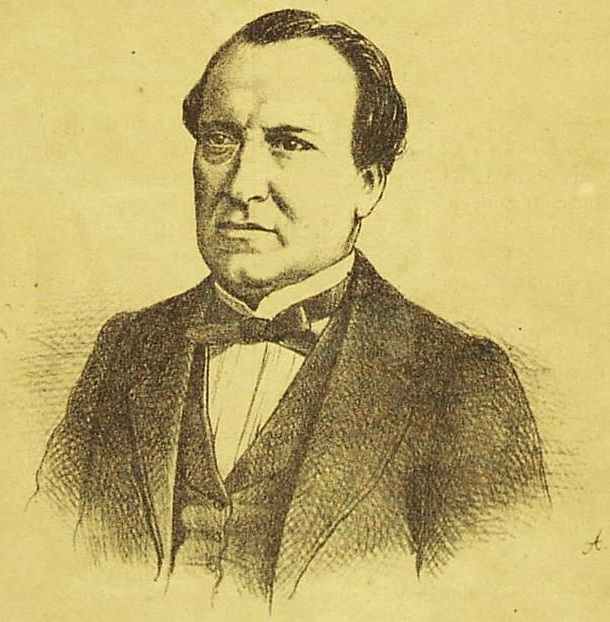
Haddock Lobo, em 1870.

Foi batizada em homenagem ao médico e político Roberto Jorge Haddock Lobo, que foi membro do Partido Conservador.
A rua é uma importante via de acesso à Zona Sul da cidade, já que é cortada pela Avenida Paulo de Frontin, onde está o Túnel Rebouças, que liga a Grande Tijuca ao bairro da Lagoa e a antiga Zona Central.
Nela situam-se o Club Municipal, a sede do Sindicato dos Trabalhadores na Indústria do Fumo do Município do Rio de Janeiro, tradicionais instituições de ensino como o Colégio Maria Raythe e a Fundação Bradesco, além de muitos comércios e serviços. Apresenta grande fluxo de tráfego. A rua tem sentido em direção ao Estácio.
Anteriormente, a Rua Haddock Lobo era chamada Estrada do Engenho Velho por seguir em direção à Tijuca, cuja região também já foi chamada de Engenho Velho.
Dá lugar a Igreja de São Sebastião dos Capuchinhos e já abrigou estabelecimentos célebres, como o Cine Royal e o Divino Bar.